# 咸興集中營
咸興集中營，是位於朝鲜民主主义人民共和国咸鏡南道的首府咸興市的一座再教育營。其正式名称是第9号教化所，有时候也会把关押女性的部分称为15号教化所。
咸兴集中营关押男性的部分位于咸兴市的會上區域，在咸兴市区东北6公里处。女性集中营部分位于距离市中心东北11公里处的Songwon-ri火车站附近。部分建筑设施位于定平郡和高原郡境内。

## 外部連結
- Committee for Human Rights in North Korea: The Hidden Gulag（页面存档备份，存于） - Overview of North Korean prison camps with testimonies and satellite photographs